# Bernd Landvoigt
Bernd Landvoigt (n. 23 martie 1951, Brandenburg an der Havel, RDG) este un canotor ce a reprezentat Republica Democrată Germană, medaliat olimpic. A participat la 3 ediții ale Jocurilor Olimpice (1972, 1976, 1980) în care a câștigat două medalii de aur și o medalie de bronz.